# プログレスMS-01
プログレスMS-01 (ロシア語: Прогресс МС-01) はロスコスモスが2015年に国際宇宙ステーション(ISS)の補給のために打ち上げたプログレス補給船。NASA や JAXAではプログレス62や62Pとも称される。2015年12月21日に打ち上げられた。プログレス-MSシリーズの最初の機体である。

## 打ち上げ
打ち上げは当初2015年11月21日に予定されていたが、1ヶ月延期されて2015年12月21日 8時44分39秒 UTCにカザフスタンのバイコヌール宇宙基地から打ち上げられた。

## ドッキング
プログレスMS-01は2015年12月23日 10時27分 UTCにISSのピアースにドッキングした。

## 技術
プログレス-MSは従来のプログレス-Mから通信機能および電子機器がアップグレードされている。プログレス-MSでは、地上の管制局は対地同期軌道にある中継衛星 ルチを介して通信が行えるようになった。これはプログレス補給船やソユーズ宇宙船で初めてのことである。
その他に、以下のような改善が行われている。
- ドッキング誘導システムがクルスAからディジタル化されたクルスNAに更新され、アンテナも変更された。
- GLONASS を用いた誘導システムによる自律航行が行えるようになった。
- アナログTVシステムからディジタルTVシステムに更新され、補給船とISSの間で無線伝送ができるようになった。
- バックアップのディジタル制御ユニットが更新された。
- 対流星塵シールドが強化された。
- 新しくLED照明が採用された。
- 角速度センサが更新された。
- ドッキングポートにバックアップの電気駆動機構が追加された。

プログレスMS-01は、プログレスM-27Mの失敗以降初めてソユーズ 2.1aで打ち上げられた。これ以前の打ち上げにはソユーズUが使われていた。

## 再突入
ロケットの上段は2015年12月22日 5時30分 UTCにアリゾナ州およびネバダ州上空で再突入した。